# Aleksandar Petrović (football, 1914)
Pour les articles homonymes, voir Aleksandar Petrović (homonymie).
Aleksandar Petrović, né le 8 septembre 1914 à Kragujevac et mort le 31 juillet 1987 à Subotica, est un footballeur international yougoslave. Il évoluait au poste d'attaquant.

## Biographie

### En club
Aleksandar Petrović commence sa carrière au FK Palilulac Beograd en 1930,.
De 1932 à 1936, il est joueur du FK Čukarički.
Petrović est transféré au SK Jugoslavija en 1936.
Il évolue sous les couleurs du FK Vojvodina Novi Sad de 1945 à 1949.
Après un passage au FK Željezničar Sarajevo en 1950, il raccroche les crampons.

### En équipe nationale
International yougoslave, il dispute 9 matchs et inscrit 5 buts en équipe de Yougoslavie de 1938 à 1940,.
Son premier match a lieu le 22 mai 1938 contre l'Italie (défaite 0-4 à Gênes).
Il inscrit son premier but lors de son deuxième match le 29 mai 1938 contre la Belgique (match nul 2-2 à Bruxelles).
Son dernier match est un match de Coupe du Danube le 22 septembre 1940 contre la Roumanie (défaite 1-2), il inscrit également le seul but de la rencontre.
Il fait partie du groupe yougoslave médaillé d'argent aux Jeux olympiques de 1948 mais ne dispute aucun match durant le tournoi.

### Entraîneur
Il poursuit une carrière d'entraîneur après sa carrière de joueur.

## Palmarès

### En sélection
Yougoslavie
- Jeux olympiques :
  -  Argent : 1948.